# Juan de Sorozábal
Juan de Sorozábal (1690-1754) fue un filósofo y jesuita español.

## Biografía
Si bien se sabe que nació en España, las fuentes varían a la hora de afirmar que nació en Pamplona o Navarra. Fue profesor de filosofía en el Universidad Pontificia Colegio Máximo de San Miguel en el año 1724. Más tarde, fue rector del Colegio de Mendoza entre 1732 y 1737, y además Provincial de Chile en el año 1745 y de 1748 a 1751. Perteneció también en 1745 a la Junta de Poblaciones.
Los informes preparados por él durante 1751, en calidad de Provincial, han permitido a los historiadores poder conocer la nómina de los jesuitas activos en el Colegio de Buena Esperanza y en la misión de Santa Fe durante este periodo, así como los nombres de algunos de los rectores del Colegio de Buena Esperanza.

## Obras
- Juan de Sorozábal S. J., Cursus Philosophiae Scholasticae, 1724 (v. 89, Fondo Antiguo, Archivo Nacional Histórico, Santiago de Chile).
- Juan de Sorozábal S. J., Disputationes in octo Aristotelis libros Physicorum, 1724 (v. 77, Fondo Antiguo, Archivo Nacional Histórico, Santiago de Chile)

Cabe señalar que el volumen 89 es una copia del volumen 77.